# Васильевский сельсовет (Ставропольский край)
Васи́льевский сельсове́т — упразднённое сельское поселение в составе Кочубеевского района Ставропольского края Российской Федерации.
Административный центр — хутор Васильевский.

## География
Находится в центральной части Кочубеевского района.

## История
С 16 марта 2020 года, в соответствии с Законом Ставропольского края от 31 января 2020 г. № 7-кз, все муниципальные образования Кочубеевского муниципального района были преобразованы путём их объединения в единое муниципальное образование Кочубеевский муниципальный округ.

## Население
| 1989  | 2002  | 2010  | 2011  | 2012  | 2013  | 2014  |
| ----- | ----- | ----- | ----- | ----- | ----- | ----- |
| 1407  | ↗1651 | ↘1502 | ↘1501 | ↗1518 | ↘1512 | ↗1520 |
| 2015  | 2016  | 2017  | 2018  | 2019  | 2020  |       |
| ↘1499 | ↗1513 | ↘1479 | ↗1485 | ↗1499 | ↘1443 |       |

### Национальный состав
По итогам переписи населения 2010 года проживали следующие национальности (национальности менее 1 %, см. в сноске к строке «Другие»):
| Национальность | Численность | Процент |
| -------------- | ----------- | ------- |
| Русские        | 1285        | 85,55   |
| Армяне         | 79          | 5,26    |
| Украинцы       | 32          | 2,13    |
| Табасараны     | 22          | 1,46    |
| Другие         | 84          | 5,59    |
| Итого          | 1502        | 100,00  |

## Состав сельского поселения
| № | Населённый пункт | Тип населённого пункта        | Население |
| - | ---------------- | ----------------------------- | --------- |
| 1 | Андреевский      | хутор                         | ↘400      |
| 2 | Беловский        | хутор                         | ↘400      |
| 3 | Васильевский     | хутор, административный центр | ↗700      |

## Местное самоуправление
- Совет депутатов сельского поселения Васильевский сельсовет, состоит из 10 депутатов, избираемых на муниципальных выборах по одномандатным избирательным округам сроком на 5 лет
- Администрация сельского поселения Васильевский сельсовет

Председатели совета депутатов
Главы администрации
- с 8 октября 2006 года — Еремёнко Александр Федорович, глава сельского поселения
- Горшкова Оксана Николаевна[17]

## Инфраструктура
- Культурно-досуговый центр

## Образование
- Средняя общеобразовательная школа № 8

## Памятники
- Обелиск 50-ти воинам-землякам, погибшим в годы Великой Отечественной войны. 1965 год[18]